# Cénevières
Cénevières ist eine südfranzösische Gemeinde im Département Lot in der Region Okzitanien. Sie hat 179 Einwohner (Stand 1. Januar 2022) und ist Teil des Regionalen Naturparks Causses du Quercy.

## Lage
Cénevières liegt in einer Höhe von ca. 160 Metern ü. d. M. am südwestlichen Rand des Zentralmassivs im Gebiet der Causse de Limogne. Die nächste Stadt, Cahors, ist etwa 37 Kilometer (Fahrtstrecke) in westlicher Richtung entfernt. Der nächstgrößere Ort in etwa zehn Kilometern Entfernung ist Limogne-en-Quercy.

## Bevölkerungsentwicklung
| Jahr      | 1962 | 1968 | 1975 | 1982 | 1990 | 1999 | 2006 | 2017 |
| Einwohner | 250  | 244  | 196  | 178  | 164  | 161  | 173  | 172  |

Bis zur Mitte des 19. Jahrhunderts hatte der Ort stets zwischen 650 und 750 Einwohner. Infolge der Reblauskrise im Weinbau und der Mechanisierung der Landwirtschaft ging die Einwohnerzahl seit der zweiten Hälfte des 19. Jahrhunderts kontinuierlich bis auf den Tiefststand der letzten Jahrzehnte zurück.

## Wirtschaft
Im Haut-Quercy wurde die Landwirtschaft in erster Linie zur Selbstversorgung betrieben, zu der bis ins 19. Jahrhundert hinein auch der Weinbau gehörte, der aber nach der Reblauskrise nahezu gänzlich aufgegeben wurde. Heute spielt – neben der Vieh- und Geflügelzucht – der Tourismus in Form der Vermietung von Ferienwohnungen (gîtes) eine große Rolle im Wirtschaftsleben der Gemeinde.

## Geschichte
Die Existenz eines gallorömischen Landgutes (villa rustica) wird von einigen als Anstoß zur Besiedlung des Felsens gesehen. Im frühen Mittelalter wurde der Felsen befestigt.

## Sehenswürdigkeiten

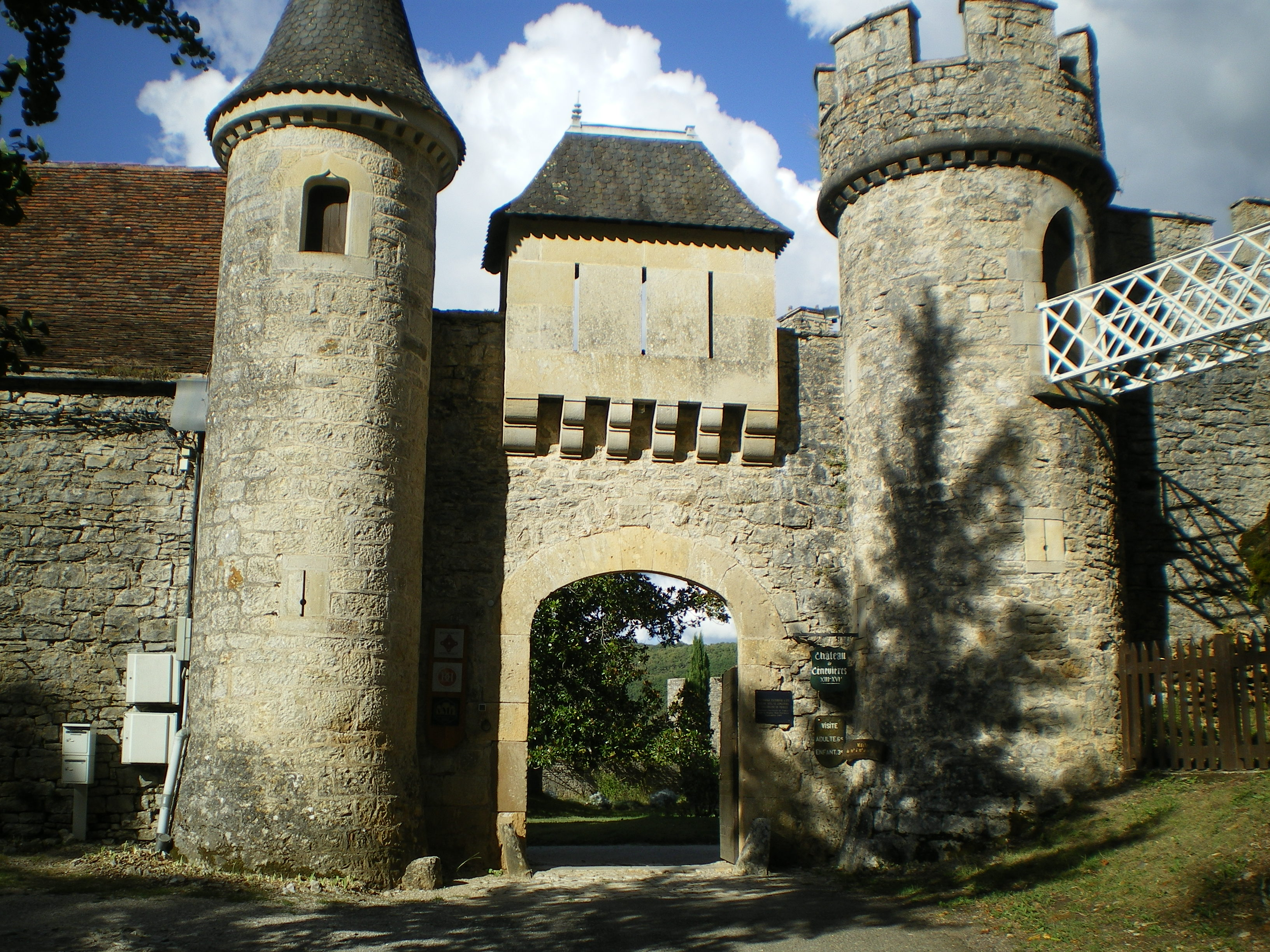
Eingangsportal des Schlosses

- Das aus dem 13. bis 16. Jahrhundert stammende Schloss (château) liegen auf einem Felsvorsprung über dem Fluss Lot und dennoch beinahe versteckt im Wald. Der verwinkelte Komplex vermittelt – trotz späterer Hinzufügungen und der vielen Renaissance-Rechteckfenster – einen spätmittelalterlichen Eindruck. Im Innern wurden bei Restaurierungsarbeiten Malereien des 16. Jahrhunderts entdeckt. Der Bau wurde bereits im Jahre 1957 als Monument historique anerkannt.[1]
- Der Dolmen du Mas de Labat aus dem 4. Jahrtausend v. Chr., dessen Deckplatte noch mit Steinen des ehemaligen Tumulus belegt ist, befindet sich auf einem Feld ca. drei Kilometer südlich des Ortes. Es wurde im Jahre 1959 unter Schutz gestellt.[2]
- In der Umgebung stehen noch einige Feldsteinhütten (caselles) aus Trockenmauerwerk.